# پییکساماکی ۱۵۲۳
سیارک ۱۵۲۳ (به انگلیسی: 1523 Pieksamaki، نامگذاری:1939BC) هزار و پانصد و بیست و سومین سیارک کشف شده‌است که در ۱۸ ژانویه ۱۹۳۹ کشف شد.
قدر مطلق سیارک برابر ۱۲٫۳۰ است.